# Leizhouhalvön
Leizhouhalvön är en halvö i Kina.   Den ligger i provinsen Guangdong, i den södra delen av landet, 2 200 km söder om huvudstaden Peking.